# Raed Fares (attivista)
Raed Fares (in arabo رائد فارس‎?; Kafr Nabl, 1972 – Kafr Nabl, 23 novembre 2018) è stato un attivista e giornalista siriano.

## Biografia
Ai tempi delle manifestazioni popolari contro il regime di Bashar Assad che nel 2011 precedette la guerra civile siriana, Fares prese parte a molte dimostrazioni. Iniziò quindi a svolgere un'attività di comunicazione e giornalismo indipendente, diretta sia all'interno del paese che all'esterno, in opposizione sia ad Assad che ai gruppi militanti islamici legati o meno allo Stato Islamico. Nel 2013 fondò nella sua città natale, poco a sud di Idlib, Radio Fresh, una stazione radio indipendente che copriva le province di Idlib, Aleppo e Hama. La cittadina divenne così nota per gli striscioni e i murales esposti da Fares e suoi collaboratori. Il gruppo militante islamista Tahrir al-Sham che controlla l'area ordinò alla radio di smettere di trasmettere musica e voci femminili. In risposta la radio cominciò a trasmettere cinguettii di uccelli, suoni meccanici e versi di animali e a modificare le voci femminili con il computer.
Fares e il suo centro di informazioni ricevettero numerose minacce e sopravvissero a diversi attacchi. Il 28 gennaio 2014 fu colpito al torace e sopravvisse grazie a un intervento chirurgico. Fu inoltre sequestrato diverse volte da gruppi islamici, così come alcuni collaboratori e colleghi. Gli uffici della radio vennero saccheggiati dagli islamisti e bombardati dal regime di Assad.
Partecipò ad alcuni eventi all'estero per pubblicizzare la causa della democrazia in Siria, compreso un intervento all'Oslo Freedom Forum nel 2017 grazie al sostegno dell'Human Rights Foundation. Ricevette inoltre proposte di trasferirsi all'estero, ma preferì rimanere in Siria per continuare la sua lotta.
Il 23 novembre 2018 è stato ucciso in un agguato nella sua città natale assieme all'amico e collega Hamoud Jneed.